# Damon Salvatore
 (mai 2024).
- Si vous ne connaissez pas le sujet, laissez ce bandeau (vous pouvez alors contacter les auteurs).
- Si vous supprimez le contenu mis en cause (vous pouvez préalablement contacter les auteurs),

argumentez précisément cette suppression dans la page de discussion
(un manque de référence n'est pas un argument ; une recherche réelle de référence doit avoir été effectuée, être formellement documentée).
Damon Salvatore est un personnage de fiction créé par L.J. Smith dans sa série de romans le Journal d'un vampire. Il est incarné par Ian Somerhalder, dans la série télévisée éponyme.
Initialement présenté comme l'antagoniste principal, il évolue et devient l'un des protagonistes majeurs de la série. Damon est le frère aîné de Stefan Salvatore, avec qui il forme une alliance après les premiers épisodes, ainsi qu'avec Elena Gilbert, la compagne de Stefan, afin de faire face aux menaces qui pèsent sur eux.
En 1864, Damon se transforme en vampire après avoir été abattu par son père. Possédant du sang de Katherine Pierce dans son organisme, il achève sa transition en vampire après avoir consommé du sang humain, encouragé par son frère Stefan. Damon, furieux que Katherine ait choisi de transformer Stefan aussi, lui promet une vie d’éternel malheur. Au fil du temps, il tombe amoureux d'Elena, le double humain de Katherine. Elena tombe dans un profond sommeil, et ne se réveille qu'à la fin de saison.

## Développement du personnage

### Casting
Ian Somerhalder a été auditionné pour le rôle de Damon Salvatore, à la fin mars 2009, six mois avant le lancement de la série. Lors de cette première audition, il devait jouer « un vampire ténébreux, fort charmant et béat, qui peut aller de la décontraction au mal pur en moins d'un battement de cœur ». Somerhalder n'avait pas lu les livres avant le début du tournage.

## Série télévisée

### Trame de fond
Damon Salvatore est un vampire, transformé par Stefan Salvatore 145 ans avant le début de la série. Il est le fils des défunts Giuseppe Salvatore et Lilian « Lily » Salvatore, et le frère aîné de Stefan Salvatore. Il est charmeur, beau et sarcastique, il aime tromper les humains et prend plaisir à se nourrir d'eux, à les tuer, pendant les premiers épisodes de la première saison, à la différence de son frère.

### Saison 1
Dans la première saison, Damon apparaît comme le frère aîné effrayant de Stefan Salvatore, et joue le rôle du principal antagoniste au cours des premiers épisodes. Lentement, il commence à montrer de brefs moments de compassion : par exemple, il efface la mémoire de Jeremy Gilbert, après la mort de Vicki, afin de lui ôter ses « souffrances » et reprendre sa vie en main. Il s'excuse même pour la transformation de Vicki Donovan en vampire, et admet qu'il a eu tort de faire cela. À la maison des Gilbert, il avoue à Elena qu'il était venu à Mystic Falls pour tout détruire, mais il s'est retrouvé à vouloir protéger la ville après la journée des Fondateurs. Il dit qu'il n'est pas un héros et qu'il ne fait pas le bien, et que ce n'est pas en lui : ces traits sont réservés à Stefan, Elena et Bonnie. Ils commencent à s'embrasser passionnément mais sont interrompus par la tante d'Elena, Jenna. On découvrira plus tard qu'il a n'a pas embrassé Elena mais Katherine Pierce.

### Saison 2
Dans la saison 2, Katherine dit à Damon qu'elle ne l'a jamais aimé, qu'elle a toujours aimé Stefan. Elena dira quelque chose de similaire plus tard. Le cœur brisé, il broie la nuque de Jérémy Gilbert, sans réaliser qu'il portait une bague le protégeant de toute mort créée par les créatures surnaturelles. Jeremy survit, mais l'acte de Damon engendre la haine d'Elena : elle ne veut plus revoir Damon.
Une transfusion de son sang permet à Caroline Forbes de survivre à un accident de voiture. Plus tard, tuée par Katherine, elle devient vampire, ayant dans les veines le sang de Damon.
Il sauve Elena de ses kidnappeurs : Rose et Trevor, deux vampires en cavale, qui voulant le pardon de Klaus, un hybride originel. Damon vient dans la chambre d'Elena avec le collier de veine de Vénus, qui a été arraché à son cou auparavant. Avant de le lui donner, il avoue à Elena qu'il est amoureux d'elle ; et pour cette raison, il ne peut pas être égoïste. Il affirme qu'il ne la mérite pas, contrairement à son frère. Il embrasse son front, et avoue qu'il aurait aimé ne pas effacer ce souvenir. Un gros plan des yeux de Damon montre une larme couler. Elena cligne des yeux, le collier de veine de Vénus à nouveau autour de son cou.
Dans un épisode, Damon rejoint Rose pour savoir pourquoi les Originals en ont après Elena. Ils coucheront ensemble mais resteront amis : Rose lui dit qu’elle mérite mieux que quelqu’un qui en aime une autre. Lorsque Rose souffre d'une morsure de loup-garou (mortelle pour les vampires), il lui fait voir sa vie avant de devenir un vampire : il lui fait se rappeler comme c’était bon de sentir la lumière du soleil, sans qu'il lui brûle la peau. Damon la tue pour abréger ses souffrances, et pleure un instant sur le cadavre de son amie.
Elena et Damon commencent à se réconcilier, Elena lui donne une affectueuse étreinte pour le consoler de la mort de Rose. Damon montre un autre côté de lui-même, dans des petits gestes qui aident à reconstruire une impossible amitié entre Elena et lui-même. Quand il épargne la mère de Caroline, Elena lui dit qu'il se comporte comme lorsqu’ils étaient amis. Damon doit accepter qu'il doit changer pour être avec Elena. Pour essayer de l’oublier, il sort avec Andie Star, une journaliste, pendant plusieurs épisodes.
À la fin de la saison, il se fait mordre par Tyler. Elena prend soin de lui. Avant qu'il ne soit guéri par le sang de Klaus, l'hybride originel, elle lui donne un baiser, sûre qu'il allait mourir. Elle lui pardonne tout ce qu'il a fait.

### Saison 3
Dans la troisième saison, Damon aide Elena à retrouver Stefan, ayant suivi Klaus après l'avoir sauvé grâce au sang de l'hybride. Après la mort d’Andie Star par son frère Stefan, Elena demande l’aide d’Alaric pour retrouver Stefan. Alaric informe Damon de la situation, il essaie de raisonner Elena : Klaus ne sait pas qu’elle est encore en vie, après le sacrifice qui a libéré son côté hybride.
Elena s'implique elle-même en tentant de trouver Stefan. Damon hésite au début, incapable de lui dire non à cause de son amour pour elle. Une fois qu'il l'aura repoussée dans les bras de son frère, il veut qu'elle se rappelle ce qu’elle a ressenti loin de lui, car elle s’inquiète pour lui. Lorsque Stefan revient à Mystic Falls, son attitude est différente. Cela entraîne une rupture entre Elena et Stefan ; la relation entre Damon et Elena devient plus étroite et plus intime. Elena, encore loyale, refuse d'admettre ses sentiments pour Damon. À la fin de l’épisode 10, Damon embrasse Elena, elle se laisse faire.
Dans Les Liaisons Dangereuses, Elena, frustrée dans ses sentiments pour lui, dit à Damon que son amour pour elle, est peut-être un problème. Cet aveu blesse Damon. Il répond que c’est ironique ; il décide de redevenir l'être insensible et irresponsable des saisons précédentes, tout en continuant de veiller sur Elena. La relation houleuse entre les deux continue, jusqu'à un moment de passion sensuelle, et Elena, pour la première fois, embrasse Damon de son propre gré. Ce baiser libère Elena, elle avoue qu'elle aime les deux frères, elle réalise qu'elle doit faire un choix, comme l'a fait son ancêtre Katherine. Evaluant ses sentiments pour Damon, elle déclare : « Damon s'est glissé en moi. Je l'ai dans la peau et peu importe ce que je fais, je ne peux pas me débarrasser de lui. »
Dans le dernier épisode de la saison, un voyage va permettre à Elena de faire son choix : aller trouver Damon qu'elle verra peut-être pour la dernière fois, ou aller rejoindre Stefan et ses amis pour les voir une dernière fois. Elle choisit la deuxième option, appelle Damon pour lui annoncer. Damon, qui essaye d'arrêter Alaric, accepte son choix. Elena lui dit que, peut-être, si elle l'avait rencontré avant Stefan, son choix aurait été différent. Cette déclaration rappelle à Damon la nuit de leur première rencontre, qui était en fait, la nuit de la mort de ses parents. Ne voulant pas qu'on sache qu'il est en ville, et après avoir donné quelques conseils sur la vie et l'amour, Damon l'hypnotise pour qu'elle l'oublie. Il se souvient alors qu'il se bat contre Alaric et semble accepter sa mort, quand Alaric, tout à coup, s'effondre dans ses bras ; car sa vie était liée à celle d'Elen. Damon est en deuil, comprenant qu'Elena est morte également. Damon se rend à l'hôpital, demande à voir Elena. Le médecin, Meredith Fell, lui dit qu'elle n’a pas eu le choix et qu’elle devait l’aider. Elle lui a donné du sang de vampire (celui de Damon qu’elle avait récupéré) pour la sauver à la suite d'un traumatisme crânien. La dernière image montre Elena qui rouvre les yeux.

### Saison 4
Damon est au chevet d'Elena, avec Stefan, pour l’informer de la situation. Il décide de tuer Rebekah avec un pieu en chêne blanc, afin de venger la « mort » d'Elena ; Rebekah tente de le retourner contre lui, il s'échappe.
Dans le cadre d'un plan avec le shérif et Meredith Fell, Damon utilise Matt comme appât pour attirer les membres du Conseil et le Pasteur Young. Damon veut briser la nuque de Matt mais il est arrêté par le nouveau vampire Elena. Elena apprend de Stefan à chasser les animaux pour se nourrir. Stefan et Damon ne sont pas d’accord sur la conduite et la formation à lui transmettre. Damon veut l’habituer à gérer sa soif de sang humain, Stefan veut l’inciter à boire du sang d’animaux pour ne pas qu’elle blesse quelqu’un. Le matin suivant, son organisme rejette le sang animal.
Il semble qu'un nouveau chasseur de vampires soit en ville ; Elena va voir Damon pour obtenir son aide, il l’emmène dans les toilettes du café, et lui fait boire son sang : « Tu as besoin de sang chaud, tu dois boire directement à partir de la veine. ». Il lui dit aussi que mêler son sang, boire le sang d'un autre vampire, est un acte intime, et qu'elle ne doit pas le dire à Stefan. Elle boit son sang mais le vomit quelques heures plus tard. Stefan découvre que Damon a nourri Elena de son sang, furieux, il frappe Damon, qui sort d'un combat avec le nouveau chasseur de vampires.
Après le choix d’Elena d’être en couple avec Stefan, Damon voulait quitter la ville. Mais, au travers des premiers épisodes de la saison 4, il semble chercher plutôt des raisons de rester. Meredith Fell semble être celle qui le convainc de rester ; elle lui dit qu'il est le seul à pouvoir faire accepter à Elena sa nature de vampire. Le débat pour savoir quel vampire Elena va devenir reprend de plus belle entre les deux frères Salvatore.
Damon demande à Stefan d'en apprendre plus sur Les Cinq et Connor, le chasseur de vampires, tandis qu'il accompagne Bonnie Bennett et Elena à l'université. Ce voyage doit apprendre à Elena la « chasse aux humains » : comment les attraper, s'en nourrir et effacer leur mémoire. Après quelques difficultés, Elena se nourrit pleinement de sang humain et fait la fête avec Damon. Elle semble jouir de son nouvel état, au point de créer des tensions avec Bonnie. Elle quitte la fête et, plus tard, déclare qu'elle ne veut pas être comme Damon.
Dans l'épisode suivant, elle s’inquiète fortement pour son frère, Matt et April qui ont été enlevés par le chasseur. Elle comprend que Stefan ne lui dit pas tout, et perd toute confiance en lui : elle découvre qu’il a effacé la mémoire de son frère, Jeremy, et qu’il a attaqué Damon en lui donnant de la veine de venus pour qu’il n’aille pas tuer le chasseur. Elle tue ce dernier elle-même, et commence à souffrir d'hallucinations. Après avoir demandé à Stefan pourquoi il veut guérir Elena, Damon lui révèle qu'il aime Elena, vampire ou humaine.
Dans l'épisode Nous sommes tous un peu fou parfois, Damon aide Elena à stopper les hallucinations et son envie de suicide causée par ces dernières. Il perce aussi le mystère de la malédiction du chasseur avec l'aide de Bonnie Bennett et du Professeur Shane. Il lui révèle la vérité et lui explique pourquoi Stefan lui a menti pour trouver le remède contre le vampirisme. Elena rompt avec Stefan, après lui avoir avoué ses sentiments pour Damon.
Dans l'épisode Le gardien de mon frère, Elena dit à Damon qu'il est la raison de sa rupture avec Stefan. Damon et Elena couchent ensemble. Il s'avère qu'Elena est asservie à Damon, raison pour laquelle elle l'aime. Mais les frères Salvatore découvriront que cela affecte seulement la façon dont on agit, pas ce qu'on ressent. Le lien d'asservissement ne peut être brisé que si Damon laisse Elena partir.
Dans l'épisode suivant, Damon va avec Elena dans la maison du Lac, pour développer le côté chasseur de Jeremy Gilbert. Elena essaie d'agir comme un couple avec Damon ; mais il refuse même de l'embrasser, à cause du lien d'asservissement entre eux. À la fin, Damon convainc Elena de rentrer à Mystic Falls pendant qu'il lui continue d'entraîner Jeremy.
Dans Après l'école spéciale, Damon, à la maison du Lac, poursuit la formation de Jeremy Gilbert, avec Matt Donovan. Klaus se montre et menace Damon, voulant achever plus rapidement la marque du chasseur de Jérémy. Damon est réticent, ne voulant pas blesser des innocents pour Elena, Klaus le pousse à revoir ses plans. Durant cet épisode, Elena est prisonnière de Rebekah avec Stefan. Caroline les obligent à dire la vérité sous hypnose. Elena révèle qu’elle a couché avec Damon, car elle est amoureuse de lui, et non à cause du lien. À la fin de l’épisode, elle appelle Damon, lui avoue qu'elle est amoureuse de lui, que c'est bien réel, qu'elle n'avait jamais ressenti ça pour quelqu'un. Damon suit finalement les avis de Klaus : Jeremy achèvera sa formation en tuant Kol et donc toute sa lignée de vampire. Il complète ainsi la marque du chasseur.
Le groupe se dirige vers l'île mystérieuse pour trouver le remède ; Damon continue de se méfier du Professeur Shane. Jeremy Gilbert disparaît ; Bonnie Bennett et Shane restent derrière pour essayer un sort de localisation ; Damon garde un œil sur Shane. Il commence à torturer Shane pour obtenir d'informations, Shane commence à faire l'analyse de Damon : il lui dit qu'Elena va revenir à Stefan une fois qu'elle sera guérie. Elena interrompt la séance de torture, Damon fuit et elle le suit. Elle dit à Damon qu'elle est sûre de ses sentiments pour lui, qu'ils sont réels, lui demande de redevenir humain avec elle. Damon n'a aucun désir d'être un humain, les relations vampire/humain sont vouées à l'échec. Il se fait capturer par Vaughn, un autre chasseur faisant partie des Cinq, qui le torture et le conduit, un nœud coulant autour du cou. Damon va avec Vaughn à la caverne, près de l'endroit où Silas est enterré. Finalement, il reprend le pouvoir mais Vaughn a blessé Rebekah. Elena et Stefan trouvent Damon et Rebekah blessés, Stefan va chercher Jeremy et le remède, laissant Damon et Elena.
Katherine tue Jeremy Gilbert d'un coup du lapin, Damon reste déterminé à retrouver Bonnie Bennett ; il dit à Stefan qu'il ne peut pas revenir à la maison sans elle. Il retrouve Bonnie mais lorsqu'ils arrivent à Mystic Falls, Bonnie Bennett perd connaissance. Elena, qui avait nié la mort de Jeremy, n’arrive pas à se calmer ; Damon décide de faire taire ses émotions pour la préserver. 
Dans l'épisode suivant, Damon part à la recherche de Katherine. Il retrouve un vieil ami de son passé, Will, sur le point de mourir d'une morsure de loup-garou ; alors, par pitié, il le tue. De retour, il empêche Elena de tuer Caroline, et l'emmène à New York pour enquêter sur Katherine et le remède. Damon dit à Elena qu'il est venu ici dans les années 1970 avec Lexi pour tenter de retrouver son humanité. Il lui a fait croire qu'il était amoureux et qu'il avait retrouvé son humanité, ils ont couché ensemble, et il l'a abandonné sur un toit terrasse en plein jour en guise de vengeance. Il révèle que la raison pour laquelle il a tué Lexi (première saison) venait de sa culpabilité de l'avoir fait souffrir. Elena embrasse Damon et tente de voler l’adresse de Katherine dans sa poche ; Damon se doutait qu'elle essayait de lui jouer un tour. Il tente de la convaincre de retrouver son humanité. Rebekah paraît et lui brise la nuque. Il appelle Stefan, et les frères partent à la recherche d’Elena et Rebekah. Ils sont choqués qu'Elena les menace et tue une serveuse s'ils s’obstinent à vouloir l’aider.
Dans Photos de Vous, Damon et Stefan décident d'aider Elena à retrouver son humanité. Les frères Salvatore l'emmènent au bal ; Damon lui demande pourquoi elle lui a dit qu'elle était amoureuse de lui, que c'était la chose la plus intense qu'elle ait jamais ressenti. Elena lui répond qu'elle lui a dit cela à cause du lien d'asservissement, qu'elle ne ressent rien pour lui. Plus tard, lorsque Bonnie Bennett va presque la tuer, elle appelle Damon au secours ; après l'avoir sauvée, il l'enferme dans les sous-sols du manoir Salvatore. Il manipule alors ses rêves pour qu'elle se rappelle à quel point elle aime ses amis, sa famille. Cela ne fonctionne pas. Les frères Salvatore essayent de torturer Elena pour lui faire ressentir quelque chose. Elle tente de se tuer elle-même ; prouvant ainsi que Damon ne lui ferait jamais vraiment de mal, elle déjoue ainsi le plan des frères. Damon comprend qu'Elena est intelligente et que la torture ne fonctionne pas. Il décide de tuer Matt devant elle pour qu’elle ressente des émotions, mais veille à lui faire porter l'anneau de résurrection des Gilbert. Cela fonctionne, Elena ressent à nouveau des émotions.
Dans l'épisode final, Graduation, Damon veut donner le remède à Elena, elle refuse, car elle ne lui est plus asservie. Damon reçoit une balle imbibée de venin de loup-garou par Vaughn, il est proche de mourir, Klaus, de retour à Mystic Falls, le sauve. Elena lui dit alors qu'elle l'aime.

### Saison 5
N'ayant pas connaissance de la disparition de Stefan et de la mort de Bonnie Bennett, Damon et Elena passent du bon temps ensemble avant qu'Elena parte pour l'Université Whitmore. Katherine supplie Damon de la protéger car elle sent que quelqu'un en a après elle. Damon grâce aux instincts de chasseur de Jeremy devine que Silas se fait passer pour Stefan. Silas donne à Damon un cours intensif sur pourquoi il ressemble à Stefan et il lui révèle qu'il détient Stefan. Silas hypnotise Elena pour qu'elle tue Damon mais Elena lui résiste par la pensée de ses inquiétudes pour Stefan. Les deux double Petrova et Damon, avec l'aide du Shérif Forbes, trouvent le coffre-fort où Stefan se noyait tout l'été mais il y a seulement un cadavre dedans. Elena et Katherine ayant fait le même cauchemar à propos de Stefan, Damon, Elena et Katherine partent à la recherche de Stefan. Damon trouve enfin Stefan à l'intérieur d'une hutte où il est attaché sur une chaise et Qetsiyah fait un lien entre Stefan et Silas pour lui griller le cerveau.
Qetsiyah révèle à Damon que sa relation avec Elena est vouée à l'échec car les doubles sont destinés à être ensemble. Damon et Elena retrouvent Stefan mais ils découvrent que ce dernier a des pertes de mémoire et qu'il ne se souvient de rien du fait du sort de Qetsiyah pour lier Stefan et Silas. Damon, pour faire retrouver à Stefan ses souvenirs, lui donne ses journaux et passe du temps avec lui. Jeremy dit à Damon que Bonnie Bennett est morte et Damon le dit à Elena. Aux funérailles de Bonnie, Damon console Elena. Damon veut aider Silas pour qu'il ressuscite Bonnie. Damon et Silas vont au bal à Whitmore pour mener à bien leurs plans. Silas a besoin de tuer Stefan afin de retrouver ses pouvoirs. Stefan, brise le cou de Damon pour l'empêcher d'agir sous l'hypnose. Ils apportent finalement le cadavre de Silas au Manoir Salvatore pour échanger la vie de Silas contre celle de Bonnie mais le seul moyen étant de le guérir de son immortalité, Elena et Damon appelle Katherine qui a le remède dans son sang et son sang est drainé par Silas. Katherine parvient à survivre. Amara (le premier double Petrova et le grand amour de Silas) est réveillée et se révèle être l'Ancre. Puis, elle se guérit d'elle-même de son immortalité en se nourrissant de Silas.
On apprend enfin la raison pour laquelle Damon a si longtemps éteint son humanité : de 1953 à 1958, il est torturé tous les jours par la société Augustine, une société torturant les vampires dans des buts scientifiques. Durant ces années d'emprisonnement, il se lie d'amitié avec un autre vampire, Lorenzo (communément appelé Enzo), qui lui permet de s'évader - mais au moment de faire évader son ami, Damon préfère éteindre ses émotions et laisse Enzo pour mort dans l'incendie qu'il a déclenché. Cet événement a réellement traumatisé Damon car depuis, celui-ci élimine tous les membres de la famille Whitmore, laisse un membre vivant afin qu'il fonde une famille et ses fils après lui, puis, massacre à nouveau tout le monde et laisse le plus jeune en vie pour ainsi reproduire le schéma sur la génération suivante, et ainsi de suite - cachant donc à Elena et à Stefan une partie de ses activités. Vers le milieu de la saison 5, il révèle tout ce qu'il a sur le cœur à Elena mais elle le rejette puisqu'il s'agit de Katherine dans le corps d'Elena, et que celle-ci a toujours aimé Stefan. Alors Damon, fou de rage, perd le contrôle de lui-même et, pour se venger de ce qu'Elena lui a dit, va tuer le dernier membre de la famille Whitmore (avec l'aide d'Enzo), Aaron (un ami d'Elena) et enlever le petit frère de cette dernière (Jeremy) mais cette fois afin de retrouver le Dr Maxfield et de le tuer. Il se fait piéger par le Dr Maxfield et par la suite devient un Vampire Augustine - c'est-à-dire un vampire se nourrissant du sang de vampires. Pour se venger et étant devenu incontrôlable après sa transformation en vampire cannibale, il prendra un plaisir sadique à tuer le Dr Maxfield en déclarant que « cette fois, c'est à son tour de jouer au docteur ». Il se fera par la suite maîtrisé et emprisonné dans la cave du manoir des Salvatore par Stefan. Après la mort définitive de Katherine Pierce dans l'épisode 15, Elena est à son tour contaminée par le virus du boucher. Ils seront finalement tous les deux guéris par Enzo dans l'épisode suivant. Damon décidera de rompre avec Elena mais ils finiront par recoucher ensemble. On apprendra par la suite qu'en 1960, Damon (ayant perdu son humanité à ce moment-là) a tué la petite-amie d'Enzo, Maggie James, en s'échappant de la prison de l'Augustine. Enzo l'apprendra et, sous le choc de cette révélation, éteindra son humanité. Enzo menacera notamment la vie d'Elena et Stefan devra le tuer mais ce dernier décide de cacher la vérité à Damon. Le fantôme d'Enzo, envoyé de l'Autre Côté, s'apercevra qu'il peut interagir avec le monde des vivants et décide de se venger de sa mort en brutalisant Stefan et Elena. Stefan décide finalement de révéler à son frère qu'il a été obligé de tuer Enzo, et Damon lui pardonnera. Lors de l'avant dernier épisode de la saison, en raison du sort d'un peuple appelé les Voyageurs, plus aucun être surnaturel ne peut plus passer la limite de Mystic Falls, ce qui fait que les bagues de jour des vampires se retrouvent inefficaces. Damon, Elena, Stefan et Caroline décident alors de quitter la ville mais Stefan sera tué par un Voyageur, piégé dans le corps de Tyler. Dans le dernier épisode, bouleversé par la mort de son frère, Damon imagine un plan d'urgence afin de ramener Stefan de l'au-delà car l'Autre Côté est sur le point de disparaître - emportant pour toujours les âmes de tous les êtres surnaturels qui y résident. En effet, il prévoit de rassembler tous les Voyageurs à un endroit précis (le Mystic Grill) et de le faire exploser afin de les tuer, ce qui permettra à Bonnie (devenue l'Ancre des deux mondes) d'ouvrir un passage vers l'autre-delà, permettant ainsi de ramener tous leurs amis qui sont décédés. Pour cela, ils auront besoin de la magie d'une jeune sorcière nommée Liv Parker. Elena décide de l'accompagner dans cette mission suicide. Leur plan réussi : tous les Voyageurs, y compris Markos (leur chef de clan), sont tués et Damon et Elena sont pulvérisés par l'explosion. En arrivant de l'Autre Côté, il retrouve Alaric tandis que Bonnie arrive à faire revenir Tyler, Luke Parker (le frère jumeau de Liv), Enzo, Stefan et Elena parmi les vivants. Mais Luke, voyant que sa sœur Liv souffre trop, interrompt le sort juste après le passage d'Alaric. L'au-delà se referme sur Damon, qui reste malheureusement bloqué de l'Autre Côté. Tout le monde est sous le choc de sa mort, en particulier Stefan et Elena. En fantôme, il fait ses adieux à Elena, même si celle-ci ne peut pas le voir ni l'entendre. Il rejoint ensuite Bonnie de l'autre côté (celle ci étant l'Ancre des deux mondes, elle ne survivra pas non plus aux événements) et ils assistent ensemble à sa destruction. L'Autre Côté finit par être aspiré complètement et, juste avant de disparaître, Bonnie lui demande si la mort sera douloureuse et Damon lui répond qu'il ne sait pas. Les deux amis disparaissent ensuite dans le néant.

### Saison 6
Au début de la saison 6, après avoir été aspiré par l'Autre Côté, il a la surprise d'apparaître dans le cimetière de Mystic Falls, en compagnie de Bonnie Bennett. Les deux amis font quelques pas dans la ville et constatent que pas une âme ni une feuille ne bougent. Le lendemain, Bonnie ramasse le journal devant la maison d'Elena et ils sont estomaqués : la date indique le 10 mai 1994. Une éclipse solaire a lieu à ce moment-là. Le lendemain, le journal indique la même date et la même éclipse solaire se produit exactement à la même heure que la veille. Les deux amis comprennent qu'ils sont en train de revivre éternellement la même journée et qu'ils sont coincés dans un monde parallèle du monde des vivants (ou monde-prison), grâce au sacrifice de Sheila Bennett, la grand-mère de Bonnie, juste avant que l'Autre Côté ne se désintègre. Après avoir vécu pendant plus de deux mois la même journée, et ayant développé des liens d'amitiés très fort, ils vont faire la connaissance de Kai Parker, un jeune sorcier emprisonné dans ce monde depuis plus de vingt ans. À eux trois, ils chercheront un moyen de revenir parmi les vivants. Pour cela, ils ont besoin de l'Ascendant, un puissant objet magique, ainsi que de la magie de Bonnie.
Mais Bonnie Bennett va découvrir que Kai n'est pas celui qu'ils pensent. En effet, le sorcier est emprisonné dans ce monde pour avoir tué toute sa famille et Bonnie Bennett le tuera. Plus tard, au moment de rentrer chez les vivants, Kai, revenu à la vie, blesse Bonnie et Damon. Bonnie se sacrifie pour que Damon revienne parmi les vivants en lui lançant l'Ascendant dans les mains mais reste malheureusement bloquée avec Kai dans le monde-prison. Damon, revenu parmi les vivants, retrouve Stefan qui était justement en train de se recueillir dans la crypte familiale et expliquait qu’il ne se remet pas de sa mort. Malheureusement, Damon doit faire face à plusieurs problèmes : chez les vivants, quatre mois ont passé et Elena n'arrivant pas à surmonter sa mort, a fait effacer tous ses souvenirs de lui par Alaric. Ce dernier, redevenu humain à cause d'un malheureux incident, ne peut plus rendre ses souvenirs à Elena et Damon se retrouve obligé de reconquérir sa belle, alors que celle-ci le prend pour un dangereux meurtrier. Autre problème : Bonnie est toujours bloquée dans le monde parallèle et après plusieurs tentatives pour la ramener dans le monde des vivants, Damon perd tout espoir. Vers le milieu de la saison, Damon perd l'une de ses meilleures amies, le shérif Liz Forbes, victime d'un cancer métastasé au cerveau. C'est à ce moment-là que Bonnie réapparaît chez les vivants et informe Damon que la mère de ce dernier, Lily Salvatore (que tout le monde croyait morte de la tuberculose en 1860, et qui est devenue un vampire boucher, tout comme Stefan autrefois) est restée prisonnière du monde-prison de 1903.
Avec l'aide de Bonnie Bennett et d'Elena, il décide d'aller libérer sa mère du monde-prison et Bonnie Bennett en profite pour abandonner Kai en 1903. Alors qu'Elena et lui forment à nouveau un couple, Bonnie décide de donner à Damon le remède contre le vampirisme qu'elle a récupéré en 1994, pour qu'il le donne à Elena. Cette dernière, souhaitant vivre une vie normale, boit le remède et redevient humaine. Après une très longue réflexion et en ayant consulté les avis partagés de Stefan, de Bonnie et de Caroline, Damon décide finalement de prendre le remède avec Elena car il ne souhaite pas vivre sans elle. Dans le dernier épisode de la saison, lors du mariage d'Alaric et de Jo Laughlin, il fait part de sa réponse à Elena. Il lui annonce qu’il veut être l’homme de sa vie, devenir le père de ses enfants et dit qu’il ne veut pas de l’éternité sans elle... Le couple connaît quelques instants de bonheur jusqu'à ce que le drame se produise : Kai, ayant réussi à s'évader du monde-prison de 1903, fait irruption au mariage, poignarde la mariée à mort (qui est en réalité sa sœur jumelle) et fait valser toute la pièce avec ses pouvoirs, tuant et blessant chaque personne qui s'y trouvait. Elena se retrouve propulsée contre le mur et perd connaissance. Après l'avoir amenée à l'hôpital, Damon ne comprend pas pourquoi elle ne se réveille pas, alors qu'elle ne souffre apparemment d'aucune blessure physique grave.
Kai, étant devenu un Hérétique (un homme à la fois sorcier et vampire), se présente devant Damon et lui explique que la vie d'Elena est suspendue pour une durée indéterminée. En effet, Kai, pour se venger de Bonnie Bennett, a lié la vie d'Elena à celle de Bonnie, ce qui veut dire que tant que Bonnie sera en vie, Elena restera plongée dans le sommeil. Le sorcier déclare également qu'aucun sortilège ne peut rompre la malédiction et qu'à la moindre tentative d'inverser le sort, Elena et Bonnie mourront instantanément. Furieux, Damon décapite violemment Kai. Ensuite, accompagné par Stefan, Bonnie Bennett, Caroline, Jeremy, Matt, Tyler et Alaric, il fait ses adieux à Elena, tandis que le corps de celle-ci restera protégé et conservé dans un cercueil, dans la crypte des Salvatore pour les soixante prochaines années. C'est au tour de Damon, cette fois, de faire le deuil d'Elena. Dans la dernière scène de l'épisode, plusieurs mois semblent s'être écoulés. Damon est ensuite vu, tout en haut du clocher de Mystic Falls, contemplant d'un œil mauvais la ville dévastée par le chaos.

### Saison 7
Plusieurs mois après avoir fait ses adieux à Elena, Damon est parti en vacances en Europe, accompagné par Bonnie Bennett et Alaric. Avec Alaric, ils passent leurs journées à boire et à s'amuser afin d'oublier leurs malheurs, tandis que Bonnie passe son temps à les surveiller. Pendant tout ce temps, il a développé une amitié très forte avec Bonnie et considère dorénavant cette dernière comme sa meilleure amie. Mais lorsqu'un camion fonce sur elle par mégarde et manque de la tuer, Damon hésite à la sauver, souhaitant revoir Elena plus que tout. En rentrant à Mystic Falls, il arrive, avec Bonnie, à tuer un Hérétique nommé Malcolm. Furieuse, Lily Salvatore décide de noyer le cercueil d'Elena pour se venger. Avec Bonnie, il fera tout pour récupérer le cercueil de sa bien-aimée, quitte à échanger la vie d'un des Hérétiques, Oscar. Ayant réussi à récupérer le cercueil, il le confie à Tyler à la fin de l'épisode 4, afin que celui-ci aille le placer dans un endroit sûr. Il s'installe ensuite avec Stefan dans une maison de Mystic Falls, étant donné que Lily et les Hérétiques ont élu domicile dans le manoir des Salvatore, tandis que Mystic Falls est devenue une ville fantôme, de par la présence des Hérétiques. Plus tard, il apprendra de la bouche de Valérie (l'une des Hérétiques) que Stefan aurait pu devenir père en 1863 et que sa mère Lily est responsable du sort d'Elena (en effet, c'est Lily qui a donné à Kai l'idée de lier la vie d'Elena à Bonnie).
À partir de là, il vouera une haine féroce à sa mère, n'arrivant pas à lui pardonner son acte. Il décide de la faire souffrir en laissant Lily vivre son bonheur avec Julian et, au moment où celle-ci s'y attendra le moins, il lui prendra à son tour l'amour de sa vie. Il tombera finalement d'accord avec Stefan et planifiera de nombreuses tentatives afin d'éliminer Julian le plus rapidement possible. Mais toutes ses tentatives se retrouveront avortées, le sorcier étant bien trop puissant pour les deux vampires. Les deux frères kidnapperont leur mère et Damon prendra un plaisir sadique à la torturer avec de la verveine. On apprend alors lors d'un flash-back de 1863 que Damon avait été maltraité par son père, Giuseppe, pour une faute que Lily avait commise et que celle-ci n'avait rien fait pour le protéger. Depuis ce jour, Damon lui en veut. Après avoir compris que Julian n'était qu'une pâle copie de Giuseppe Salvatore, Lily se range finalement du côté de ses fils et tentera même de renouer des liens avec Damon, mais celui-ci, toujours rancunier, refusera d'avoir à faire à sa mère, lui crachant au visage qu'elle n'est rien pour lui. Il tentera également de la tuer en essayant de tuer Julian, en sachant que leurs deux vies sont liées l'une à l'autre.
Dans l'épisode suivant, Damon et Valérie se retrouvent capturés par Julian et le sorcier impose un choix à Lily : elle doit laisser mourir l'un des deux. Afin de stopper Julian et de sauver ses deux enfants (malgré l'attitude de Damon à son égard), Lily se suicide en s'enfonçant un pieu dans le cœur. Mais son geste se trouve être inutile, Julian ayant déjà délié la vie de Lily de la sienne. Un peu plus tard, Lily meurt, entourée par les Hérétiques ainsi que de ses deux fils mais Damon n'en a cure. Plusieurs flash-forward de Damon, se déroulant trois ans dans le futur nous sont montrés : lors du premier, Damon (endormi dans un cercueil jusqu'au réveil d'Elena) est réveillé en urgence par Stefan et les deux frères se retrouvent pourchassés par une mystérieuse femme qu'ils semblent connaître. Dans le deuxième, Damon frappe devant une maison, Alaric (qui est à ce moment-là, le père de deux petites jumelles) lui ouvre, il lui dit qu'il a besoin de son aide. Dans le troisième flash-forward, on retrouve Damon en transe dans un studio, attaché à une chaise et torturé avec de la verveine. Il appelle alors sa mère à l'aide. Celle-ci entre bientôt dans la pièce, le libère et constate qu'il souffre d'une morsure de loup-garou. Puis elle ricane ; il s'agit en réalité d'une hallucination, une femme inconnue lui déclare que sa mère est morte depuis bien longtemps maintenant et elle continue ainsi à le torturer.
Dans l'épisode 9, il assiste à l'enterrement de sa mère que Stefan a organisé mais continue à montrer son indifférence. Les deux frères tentent à nouveau de tuer Julian, mais ils sont tous deux neutralisés et poignardés par Julian avec son épée magique (l'épée est reliée à la Pierre du Phénix). À la fin de l'épisode, les âmes de Damon et de Stefan se retrouvent emprisonnées dans la Pierre du Phénix. On aperçoit alors, dans un bref flash-back, les événements traumatisants qu'a vécus Damon durant la guerre. Dans l'épisode suivant, Damon se retrouve en 1863 et est obligé de revivre la journée de la Guerre Civile où il a été obligé de tuer pour la première fois. À ce moment-là dans le présent, Bonnie Bennett arrive à le ramener et lui annonce qu'il a été mort depuis trois mois. Elle lui annonce également que Julian s'apprête à faire disparaître le corps de Stefan. Damon rejoint Julian mais trop tard, il met le feu au corps de Stefan. Damon se réveille soudain et réalise qu'il est revenu à la journée de 1863. Au fur et à mesure, il se rend compte qu'il revit la même journée, encore et encore. Il se rend également compte que tant qu'il n'aura pas éprouvé des remords d'avoir assassiné une famille innocente, il restera prisonnier dans cet enfer personnel. Ce cycle infernal reprend donc indéfiniment. Damon essaie donc tant bien que mal d'arranger les choses dans son passé et d'éviter le meurtre mais n'y parvient pas. En transe, il a des visions de sa mère et de Stefan. Ces derniers lui reprochent son manque de remords vis-à-vis de la mort de Lily.
Finalement, Damon arrive à pardonner à sa mère et finit par montrer du remords. Il lui déclare à ce moment-là, être prêt à tout pour pouvoir passer quelque temps avec elle avant qu'elle ne meure. Puis dans la vision, Lily meurt et Damon arrive à ressentir de la culpabilité. À ce moment-là, dans le présent, Bonnie Bennett, entourée par Caroline, Matt et Stefan (que Bonnie Bennett a pu libérer de la Pierre du Phénix) arrive à ramener Damon à la vie. Or, celui-ci veut tout faire pour retourner d'où il vient afin de parler une nouvelle (et dernière) fois à sa mère avant qu'elle ne meure. Devant l'impossibilité de la chose et réellement traumatisé par l'expérience qu'il vient de vivre, Damon attaque sans hésiter les quatre personnes présentes dans la pièce (Bonnie, Stefan, Matt et Caroline) avant de prendre la fuite.
Dans l'épisode 11, il retrouve son frère et ils discutent de leur enfer qu'ils ont vécu dans la Pierre du Phénix. Il croit toujours vivre dans son enfer en étant victime d'hallucinations mais commence petit à petit à revenir à la raison. Il demande par la suite à Tyler de le conduire jusqu'en Caroline du Nord afin qu'il se recueille devant le cercueil d'Elena. Mais Damon, à nouveau victime d'une violente hallucination, attaque brutalement Tyler, ouvre le cercueil et met le feu au corps d'Elena. Horrifié par son acte, il commet de nombreux excès en tout genre afin d'expier son crime ; il n'hésite pas à attaquer des humains au hasard et va jusqu'à provoquer Julian dans un duel au corps à corps afin de se faire souffrir. Mais Julian le maîtrise rapidement et est sur le point de l'achever lorsqu'il est stoppé dans son élan par Stefan. Après le combat, Damon avoue finalement à son frère qu'il a tué Elena avant de s'en aller. Dans l'épisode 12, il est traqué par la chasseuse Rayna Cruz. Il apprend de la bouche d'Enzo, qu'en réalité, il n'a jamais tué Elena car le véritable corps de la jeune femme avait été transporté ailleurs. Il décide de sauver Stefan de la chasseuse avec l'aide de Bonnie Bennett mais met la vie de celle-ci en danger lorsqu'il est attaqué par Tyler qui s'est transformé en loup.
Dans l'épisode 15, il prend un malin plaisir à tuer à plusieurs reprises Rayna Cruz, mais se rend compte que si cette dernière meurt pour de bon, alors tous ceux qui ont été marqués par son épée mourront en même temps qu'elle, incluant Stefan. Après avoir mis Bonnie Bennett et Stefan en danger, il décide de ne plus rien faire qui mettrait ses amis en danger et donc, il s'enferme dans un cercueil jusqu'au réveil d'Elena et se dessèche à ses côtés. Trois ans plus tard, il est réveillé par Stefan et les deux frères sont pourchassés par Rayna (dans la continuité des flashforward). Il propose ensuite à celle-ci de transférer la cicatrice de Stefan sur son propre corps afin de sauver son frère de sa traque infernale. Il se ravise lorsqu'il se rend compte que s'il fait cela, il ne pourra plus revoir Elena lorsqu'elle se réveillera. À cause d'un malheureux concours de circonstances causé par Damon, Stefan est tué par Rayna avec son épée. Malheureusement, ils ne peuvent pas faire revenir Stefan, car son âme a été anéantie par la destruction de la Pierre de Phénix. Dans l'épisode suivant, il recherche son frère dont l'âme, après la destruction de la Pierre, a pris possession du corps d'un humain alcoolique appelé Marty Hammond. Après avoir remis son frère dans son vrai corps, il doit affronter l'hostilité d'Alaric et de Bonnie à son égard, dû à ses choix égoïstes. Mais il décide de faire équipe avec Bonnie et Enzo afin de sauver la jeune femme d'une mort imminente, provoquée par des pilules empoisonnées.
À eux trois, en échange de l'aide de Rayna, ils font des razzias à travers tous les états voisins et exterminant un à un tous les vampires de la Pierre de Phénix qui s'étaient installés dans un autre corps. Prêt à tout pour sauver Bonnie Bennett, Damon va jusqu'à la livrer à l'Armurerie mais il se fait piéger au dernier moment par Rayna, qui en mourant, transmet sa rage et son envie démesurée de mettre un terme à la race des vampires à Bonnie. Il est poursuivi par Bonnie, désormais chasseuse de vampires, qui essaye de le tuer à de nombreuses reprises. Cependant, il est déterminé à la faire revenir à la raison. Dans le dernier épisode, il trouve le moyen de la libérer en infiltrant les murs de l'Armurerie. Il brûle le corps du dernier chaman Eternel et Bonnie revient à la raison mais lorsqu'il est sur le point de sortir, il entend la voix d'Elena l'appeler à l'aide depuis l'intérieur du caveau. Comme hypnotisé, il retourne à l'intérieur en scellant l'entrée, qui ne peut être ouverte que par un membre de l'Armurerie. Quelques instants plus tard, Enzo, ne voyant pas Damon sortir, déverrouille l'entrée du caveau et entre. Il y retrouve son ami comme possédé par une force mystérieuse. Soudain, une créature mystérieuse l'attrape par derrière et l'emporte dans les profondeurs du caveau, qui se referme sur eux. Lorsqu'Alaric arrive enfin à déverrouiller l'entrée, Bonnie constate avec effarement qu'il n'y a nulles traces de Damon et d'Enzo dans la crypte. Même avec un sort de localisation, elle ne parvient pas à les retrouver, comme s'ils s'étaient évaporés de la surface de la terre. Au bout de trois mois, Bonnie, Caroline et Stefan entendent une rumeur selon laquelle une centaine de disparitions inexpliquées auraient été signalées sur la côte ouest. Nous voyons alors Damon et Enzo dans un immense entrepôt, comme possédés, s'amuser à pendre par les pieds et à égorger des centaines de victimes humaines.

### Saison 8
Toujours sous le contrôle de la mystérieuse créature, qui se révèle être une Sirène, Damon a éteint son humanité et avec Enzo, livre à la Sirène de nombreuses victimes humaines, qu'il choisit avec des méthodes sadiques et qu'il "stocke" ensuite dans un entrepôt désaffecté. Lorsqu'il revoit son frère, il le blâme pour la vie de misère qu'il endure depuis près de 170 ans, ce qui blesse énormément Stefan. Dans l'épisode 2, il pourchasse la jeune Sarah Nelson (dont il ignore qu'elle est sa nièce) dans le but de la tuer sur ordre de Sybil, la sirène mais cette dernière apprend l'existence d'Elena et fait en sorte de la subtiliser de son esprit. Elle modifie donc le souvenir de sa première rencontre avec Elena et prend la place de cette dernière afin qu'il lui obéisse définitivement. Par la suite, Sybil crée dans son esprit un monde où il n'a jamais connu Elena, vu qu'elle périt dans l'accident de voiture avec ses parents sur le Pont Wickery, il ne peut donc plus éprouver le moindre sentiment pour elle. Elle charge ensuite Damon de tuer Bonnie mais la sirène découvre l’importance de Bonnie pour Damon et commence à modifier ses souvenirs avec elle également (notamment lorsqu'ils étaient piégés ensemble dans un monde parallèle). Enzo et Damon, sous l’emprise de Sybil, se battent l’un contre l’autre ; Damon est sur le point d'arracher le cœur d'Enzo lorsque Bonnie arrive sur place. Après la capture de Sybil, Damon, toujours sous l’emprise de la sirène, quitte Mystic Falls, chargé d’une mission secrète dont il ne peut parler. Sur la route, il croise Tyler Lockwood, de retour en ville, qui tente en vain de le raisonner en faisant appel au souvenir d’Elena mais le vampire, dont l'esprit est toujours contrôlé à distance par Sybil, se jette brusquement à la gorge de Tyler et le tue. Dans l'épisode suivant, il est en mission pour Sybil et cherche un certain Peter Maxwell, qui semble posséder un artefact magique indispensable pour la sirène. Lorsqu'il se rend compte que Peter est sous verveine grâce à la montre qu'il porte à son poignet, il le poignarde mortellement dans la poitrine. C'est alors que Matt Donovan arrive sur place, neutralise Damon et se sert du sang de celui-ci pour sauver Peter, lequel s'avère être son père. Damon se libère finalement de ses chaines et arrive à mettre la main sur le précieux artefact qu'il recherchait. Plus tard, éprouvant du regret vis-à-vis de Tyler, il essaye de récupérer son humanité mais déjouant un piège de Stefan, il décide de renoncer pour de bon à ses émotions et de rester fidèle à Sybil. Dans l'épisode 6, il accepte d'offrir son âme et ses services à Cade en même temps que Stefan, afin d'éviter l'Enfer. Plus tard, il est attaqué par Alaric et Matt, Alaric lui plante un pieu en plein cœur mais, grâce au marché conclu avec Cade lui offrant une nouvelle immortalité, il ne meurt pas. Toutefois, le cadeau de Noël de Caroline, contenant le collier d'Elena le chamboule profondément au point de le rendre de plus en plus humain sans pour autant qu'il rallume son humanité. Stefan s'en rend compte et décide de poursuivre seul sa mission pour Cade. Quant à Sybill, elle se rend compte qu'elle ne peut plus le contrôler et pour le punir, lui rallume son humanité, sachant la souffrance qu'il éprouvera à la suite de tout ce qu'il a fait sous ses ordres.

### Après la série
Après la série, Damon se mariera avec Elena et mènera une vie longue et heureuse en tant qu'humain à ses côtés. Seulement, il sera effrayé à l'idée de ne jamais revoir son frère et de ne jamais trouver la paix. Dans les dernières minutes de l'épisode final de la série, on peut voir que Damon a trouvé la paix dans la mort et a rejoint son frère. Dans le spin-off de The Vampire Diaries et The Originals, Legacies, il est mentionné que Damon a eu une fille avec Elena, Stefanie Salvatore.

## Relations avec les autres personnages
Au début de la saison 1, Damon était très solitaire et égoïste, n'hésitant pas à hypnotiser les humains pour se "distraire". Malgré ses relations antagonistes avec les humains comme Alaric Saltzman et le shérif Elizabeth Forbes, la mère de Caroline, Damon s'est progressivement lui-même impliqué dans la vie de nombreuses personnes de Mystic Falls en développant des liens d'amitié avec plusieurs humains. Après avoir passé du temps avec Elena Gilbert, Damon devient de plus en plus empathique et tombe profondément, follement et passionnément amoureux d'elle. Il place toujours sa sécurité avant celle de toute autre personne, même la sienne,.

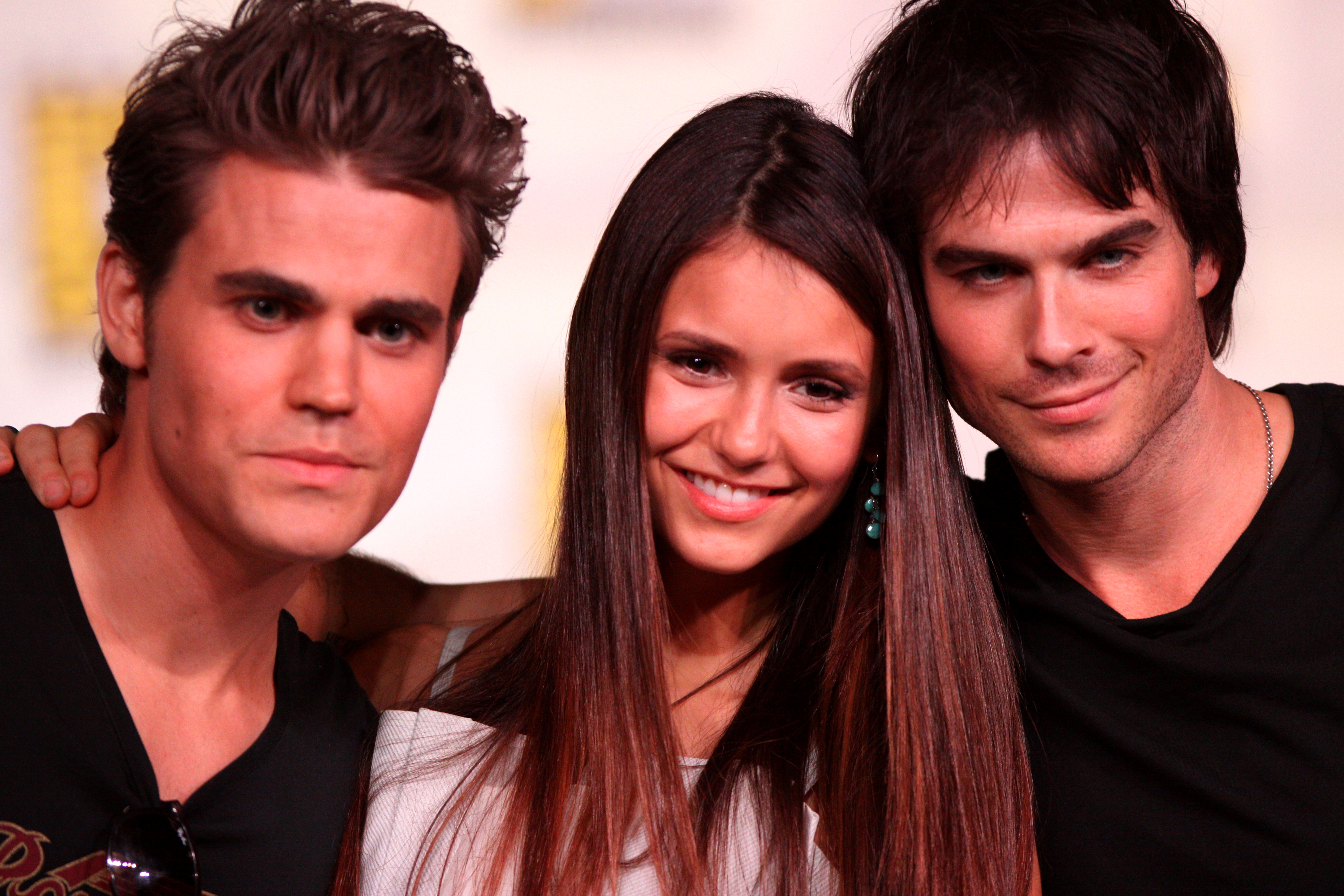
Ian Somerhalder (Damon) avec Paul Wesley (Stefan) et Nina Dobrev (Elena) lors de l'édition 2012 de San Diego Comic-Con International

### Stefan Salvatore
Damon a eu une relation difficile avec son jeune frère, Stefan Salvatore, depuis plus d'un siècle. Avant qu'ils soient devenus des vampires, ils ont tous deux aimé le vampire Katherine Pierce. Damon montre qu'il nourrit le désir de longue date d'être réuni avec Katherine tout au long de la première saison. Dans la première saison, on apprend que c'est Stefan qui a convaincu Damon de se nourrir et d'achever sa transition En dépit de la rivalité entre les frères Salvatore, Damon et Stefan sont toujours là l'un pour l'autre. Damon est toujours là pour Stefan lorsque cela est vraiment nécessaire : par exemple, le sauver de la torture et travailler avec lui pour tuer des ennemis communs. Et Stefan va encore donner sa propre vie pour que Damon survive. Ils s'aiment tous les deux mais ne se l'admettent cependant pas:

### Elena Gilbert
En général, Damon est très protecteur envers Elena et place toujours sa sécurité avant toute autre chose. Dans l'épisode Rose, il va même jusqu'à lui avouer ses sentiments avant de lui faire oublier sa déclaration par l'hypnose. Tout au long de la troisième saison, sa relation avec Elena se développe, et quand arrive la fin de saison et l'heure du choix fatidique, même après une longue lutte, Elena choisit encore Stefan, ce qui laisse Damon profondément déçu. Dans l'épisode Le Gardien de mon frère, Elena dit à Damon qu'il est la raison pour laquelle elle et Stefan ont rompu et à la fin de l'épisode, Damon et Elena ont des rapports sexuels mais ils découvrent, par la suite, qu'Elena est asservie à Damon car c'est avec son sang qu'elle a été transformé en vampire. Elena dit à Damon que ça ne change rien aux sentiments qu'elle a pour lui mais il pense toujours que ce n'est pas vrai et que la bonne chose pour elle est de le laisser... Une fois le lien d'asservissement brisé, Elena lui répète qu'elle l'aime. Damon et Elena passent l'été après le lycée ensemble. Quand Elena doit partir pour l'université, Damon reste à Mystic Falls. Cependant, dans l'épisode le péché Originel, Tessa, qui s'est révélé être Qetsiyah, dit à Damon que les doubles sont destinés à être ensemble. Damon refuse d'y croire et garantit à Elena qu'il va se battre pour elle. Dans la saison 6, leur relation devient compliquée après qu'Elena ait demandé à Alaric d'effacer les souvenirs de Damon afin de surmonter la mort de ce dernier. Quand il revient, il tente de retrouver son amour en lui rappelant les moments de leur relation mais ils échouent continuellement. Quand Elena retrouve ses souvenirs, elle se remet avec Damon. Ils prévoient de prendre alors ensemble le remède. Elena le prend mais avant que Damon ait pu en faire de même, Kaï plonge Elena dans le coma. Elle y restera tant que Bonnie Bennett sera en vie. Dans la saison 8, Damon devient humain et se marie avec Elena Gilbert. Ils vivent une « longue et heureuse vie » ensemble où Elena est devenue chirurgienne. Damon a rebâti son ancienne maison pour elle. Elle deviendra sa femme et ils auront des enfants ensemble.

### Alaric Saltzman
Alaric est un chasseur de vampires qui cherche à se venger du vampire qui a tué sa femme. Il est bientôt révélé que le vampire qu'Alaric cherche est en fait Damon. Avant de tuer Alaric, il avoue qu'il n'a pas tué Isobel mais l'a transformée. Alaric est ramené à la vie par l'anneau des Gilbert. Les deux restent des ennemis mais travaillent ensemble à l'occasion. Finalement, ils deviennent meilleurs amis et compagnons de beuverie. Même après qu'Alaric soit transformé en vampire qui tue les autres vampires, Damon fait de son mieux pour s'assurer qu'ils ne le tueront pas - mais avec la mort d'Elena, Alaric meurt aussi. Dans l'épisode, Memorial, il est clair que Damon regrette profondément son ami alors qu'il parle à la tombe d'Alaric. Il lui dit « Tu me manques trop mon pote ».

### Bonnie Bennett
Damon voit d'abord en Bonnie Bennett la descendante d'Emily, et étant rentrée en possession du talisman Bennett il en a besoin pour ouvrir le tombeau de Katherine, qu'il souhaite désespérément récupérer. Au premier abord, Bonnie ne veut rien avoir à faire avec Damon ou avec les vampires, se rangeant du côté de sa grand-mère. Elle lui reproche tout un tas de chose comme la transformation de Caroline. À la fin de la saison 1, elle sauve Damon pour Elena. Dans la saison 2, afin de protéger Elena, Damon et Bonnie se mettent à travailler ensemble, à contre-cœur au premier abord. Damon finit par s'inquiéter de son sort, et fait en sorte de trouver une feinte pour tromper Klaus et qu'elle survive. À de nombreuses reprises par la suite, leur binôme se révèle bénéfique, bien que Bonnie n'adhère toujours pas à son mode de vie.
À la mort de Bonnie, à la fin de la saison 4, Jeremy garde le secret, et c'est à Damon qu'il avoue sa disparition en premier. La révélation lui fait un choc. Il assiste à l'enterrement et dépose en sa mémoire le grimoire de la famille Bennett. Durant la saison 5, il y a peu de moment entre eux, bien qu'elle soit de retour. C'est à la fin de la saison, où les deux sont coincés dans l'au-delà, qu'ils se prennent la main, et sont aspirés ensemble.
Au début de la saison 6, on apprend qu'ils ne sont pas morts, mais pris au piège en 1994 dans un Monde-prison. N'ayant que comme seule compagnie qu'eux-mêmes, Damon et Bonnie finissent par se rapprocher considérablement. Leur bannissement les rapproche, désormais ils se comprennent et s'apprécient. Ils deviennent meilleurs amis. Quand vient le moment où ils peuvent enfin sortir du Monde-Prison, Bonnie se sacrifie pour Damon.
Lorsque Damon revient au monde réel, il fait tout ce qu'il peut pour trouver un moyen de ramener Bonnie, y compris un long voyage sur la route de l'Oregon pour voler l'Ascendant à Jo. Durant le voyage pour essayer de la ramener, Elena pense que c'est un moyen pour Damon de la reconquérir, mais il lui avoue qu'il ne fait pas ça pour elle, mais pour Bonnie. Alors que la mission échoue, Damon laisse un indice à Bonnie qui lui permettra de s'en sortir. Ils sont finalement réunis au Manoir Salvatore et se font un câlin après les funérailles du shérif Forbes.
Le retour à la réalité pour Bonnie se fait beaucoup plus difficilement, ayant vécu des événements traumatisants dans le Monde-Prison, à cause de Kaï Parker. Damon lui offre une chance de se venger de lui.
À la fin de la saison 6, Elena entre dans un coma dont elle ne sortira pas à moins que Bonnie ne meurt. Bien que le réveil de l'amour de sa vie soit à portée de main, Damon choisit de sauver Bonnie, lors du mariage d'Alaric.
Au début de la saison 7, Bonnie accompagne Alaric et Damon, tous deux en peine d'amour, dans un road-trip en Europe. Des tensions apparaissent entre les deux, mais Damon finit par se rappeler que Bonnie est sa meilleure amie, et que sans elle, il perdrait la tête. Elle l'encourage notamment, sous les ordres d'Elena à voir d'autres femmes. Elle le libère de la pierre du phénix, où il est enfermé par la faute de Julian.
Elle le sauve d'une mort certaine alors qu'il est enfermé à l'armurerie avec Tyler Lockwood prêt à se transformer en loup-garou, et est grièvement blessée. À la suite de l'incident, Damon choisit de se retirer dans un cercueil, pour ne plus commettre d'erreurs et de ne plus compromettre la vie de ses amis, et de son frère.
Bonnie sera profondément remontée par cet acte, qu'elle qualifiera de « lâche », puisqu'il ne lui laissera qu'une lettre, et quand Damon se réveille après 3 ans de sommeil, Bonnie est toujours très remontée après lui et n'a pas ouvert la lettre.
Lorsqu'il apprend qu'elle sort désormais avec Enzo, Damon s'y oppose farouchement.
Par la faute de Damon, Bonnie se transforme en nouvelle chasseuse, et a l'ambition de le tuer.
Quand Damon parvient à sauver Bonnie, et la vie d'Enzo, celle-ci semble lui avoir enfin pardonné. Mais les choses tournent mal, et Damon et Enzo se font piéger par Sybil, arrachant à Bonnie son meilleur ami, et son petit ami.
Au début de la saison 8, l'amitié de Damon et Bonnie n'est plus d'actualité, car il a fait taire ses sentiments. Pourtant, lorsque celui-ci les récupère et qu'il est immobile, coincé sous le poids de la culpabilité, Bonnie parvient à comprendre, en entrant dans son âme, comment l'en sortir. Lorsqu'il la rejoint sous le porche et décide de se faire pardonner en lui lisant à haute voix la lettre qu'il lui avait écrite, la jeune femme le pardonne pour de bon.
Dès lors, Damon redevient celui qu'il était et leur amitié est rétablie.